# Jacques Berchtold
Jacques Berchtold (* 24. April 1959 in Genf) ist ein Schweizer romanistischer Literaturwissenschaftler. Er ist seit 2014 Leiter der Fondation Bodmer in Cologny.

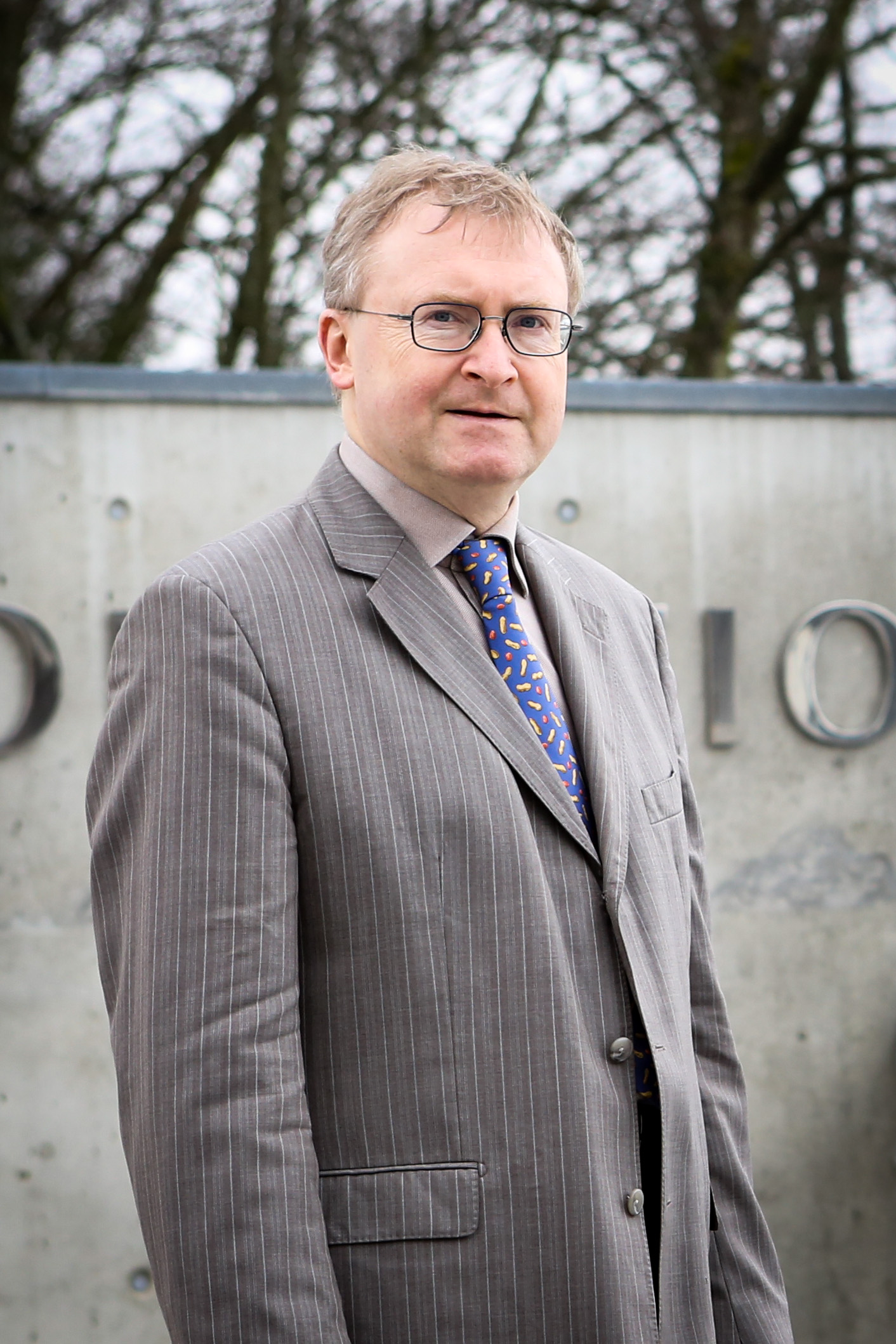
Jacques Berchtold (2014)

## Leben
Jacques Berchtold wuchs als Sohn des Historikers Alfred Berchtold in Chêne-Bougeries bei Genf auf. Er bestand 1978 die Matura am Collège Calvin und studierte von 1980 bis 1985 Französisch, Deutsch und Geschichte an der Universität Genf. Seine wichtigsten Lehrer waren Jean Starobinski, Bernhard und Renate Böschenstein und Bronisław Baczko, deren Unterricht sein späteres Interesse für das 18. Jahrhundert vorspurte. Er schloss das Studium mit einer Lizentiatsarbeit über das Motiv der Ratten in der Literatur ab, die 1992 in Buchform erschien. Von 1985 bis 1987 war er Assistent an der Universität Bern, dann von 1986 bis 2001 mit kürzeren Unterbrechungen Assistent und Oberassistent in Genf. 1990/91 war er Gastdozent in Yale, 1997/98 Stipendiat am Istituto Svizzero di Roma. 1994 reichte er seine Dissertation über die Darstellung von Gefängnissen in Romanen des 17. und 18. Jahrhunderts in Genf ein. Doktorvater war Alain Grosrichard, der das Lehrgebiet von Jean Starobinski übernommen hatte. Zunächst hatte Berchtold eine Studie über das Motiv des Schachspiels in der Literatur des Mittelalters geplant. Im Jahr 2000 erwarb er an der Sorbonne in Paris die Habilitation à diriger des recherches. Von 2001 bis 2008 war er ordentlicher Professor für die französische Literatur des 18. Jahrhunderts an der Universität Paris III – Sorbonne Nouvelle und von 2008 bis 2014 an der Universität Paris-Sorbonne (Paris IV). Seit 2014 ist er Direktor der Fondation Bodmer in Cologny. Seit 2017 ist er auch Titularprofessor am Institut Éthique Histoire Humanités der Universität Genf, wo er am interfakultären Zentrum für Bioethik und Geisteswissenschaften Kurse anbietet.
Berchtold nahm Gastprofessuren u. a. an der Johns Hopkins University in Baltimore (1997), der Universität der Wissenschaften Szeged (2007), der Universität Kairouan in Tunesien (2010, 2013), der Universität Uppsala und der Harvard University (2011) wahr.
Von 1996 bis 2003 war er als Co-Redaktor zuständig für die Annales de la Société Jean-Jacques Rousseau und von 2004 bis 2008 für die Zeitschrift Dix-huitième siècle. Von 2008 bis 2015 war er Präsident der Société Française d’Études du 18e siècle. Von 2016 bis April 2024 war er Präsident der Fondation Pittard de l’Andelyn in Genf, die jährlich einen Literaturpreis verleiht. Seit 2019 steht er zudem der Jury des Literaturpreises der Société littéraire de Genève vor.

## Forschung
Berchtold ist ein Spezialist für die Literatur und Geschichte des 18. Jahrhunderts in Frankreich, besonders für das Werk von Jean-Jacques Rousseau und Denis Diderot. In seinen frühen Arbeiten ging er von Motiven oder – wie er es in der Tradition der Genfer Schule nannte – von «Themen» aus (Ratten, Gefängnisse, Kartenspiel), deren Artikulation er durch die Texte aus verschiedenen Zeiten hindurch verfolgte. Er ist seit 2008 Mitherausgeber der im Entstehen begriffenen neuen Ausgabe der Gesammelten Werke von Rousseau, die im Verlag Classiques Garnier erscheint.

## Auszeichnungen
- 1991: Prix Hentsch für Des Rats et des ratières
- 1999: Prix Hélène et Victor Barbour de Critique littéraire für Les Prisons du roman
- 2002: Prix de l’Institut National Genevois de Critique littéraire für Les Prisons du roman
- 2004: Chevalier de l’Ordre des Palmes Académiques
- 2017: Prix de la Société littéraire de Genève, besonders für Goethe et la France

## Veröffentlichungen (Auswahl)

### Monographien
- Des Rats et des ratières. Anamorphoses d’un champ métaphorique de saint Augustin à Jean Racine. Droz, Genf 1992, ISBN 978-2-600-03691-7.
- L’étreinte abhorrée. Angoisses de l’homme face au rat dans la littérature et le cinéma fantastiques. La Rumeur des âges, La Rochelle 1995 (rééd. 2001), ISBN 2-903974-74-8.
- Les prisons du roman (XVIIe–XVIIIe siècle). Lectures plurielles et intertextuelles de «Guzman d’Alfarache» à «Jacques le fataliste». Droz, Genf 2000, ISBN 978-2-600-00465-7.
- mit Jacques Réda, Jean-Carlo Flückiger: Chiens et chats littéraires chez Cingria, Rousseau et Cendrars. La Dogana, Genf 2002, ISBN 978-2-940055-40-1.
- La Nouvelle Héloïse. Le lieu et la mémoire. Vorwort von Michel Delon. Classiques Garnier, Paris 2021, ISBN 978-2-406123-54-5.

### Herausgeberschaft (Auswahl)
- mit Christopher Lucken, Stefan Schoettke: Désordre du jeu – poétiques ludiques (= Études d’histoire et de littérature). Mit einem Vorwort von Michel Butor. Droz, Genf 1994.
- mit Michel Porret: La Peur au XVIIIe siècle. Discours, représentations, pratiques (= Recherches et rencontres. 5). Droz, Genf 1994.
- mit Michel Porret: Être riche au siècle de Voltaire (= Recherches et rencontres. 8). Droz, Genf 1996.
- Échiquiers d’encre. Le jeu d’échecs et les Lettres (XIXe–XXe s.). Vorwort von George Steiner. Droz, Genf 1998.
- mit Michel Porret: Rousseau visité, Rousseau visiteur. Les dernières années (1770–1778) (= Annales de la Société Jean-Jacques Rousseau. 42). Droz, Genf 1999.
- mit François Rosset: L’amour dans «La Nouvelle Héloïse». Texte et intertexte (= Annales de la Société Jean-Jacques Rousseau. 44). Droz, Genf 2002, ISBN 978-2-600-00808-2.
- mit Christopher Lucken: L’Orgueil de la littérature. Autour de Roger Dragonetti. Droz, Genf 1999.
- mit Marie-Madeleine Fragonard: La Mémoire des guerres de religion. 2 Bde. Droz, Genf 2007–2009.
- mit Emmanuel Le Roy Ladurie, Jean-Paul Sermain: L’événement climatique et ses représentations (XVIIe–XIXe siècle). Histoire, littérature, musique et peinture- Desjonquères, Paris 2007.
- mit Yannick Séité: Lire la correspondance de Rousseau (= Annales de la Société Jean-Jacques Rousseau. 47). Droz, Genf 2008.
- Espaces, objets dans le roman du XVIIIe siècle. Hommage à Henri Lafon. Presses Sorbonne nouvelle, Paris 2009.
- mit Jean-Luc Guichet: L’animal des Lumières (= Dix-huitième siècle. 42). La Découverte, Paris 2010.
- mit Emmanuel Le Roy Ladurie, Jean-Paul Sermain: Canicules et froids extrêmes. L’événement climatique et ses représentations (II). Histoire, littérature, peinture. Hermann, Paris 2012.
- Regards sur l’utopie (= Europe. Nr. 985). 2011.
- mit René Desmoris, Christophe Martin: Violences du rococo. Presses universitaires de Bordeaux, Bordeaux 2012.
- mit Christophe Martin, Yannick Séité: Rousseau et le spectacle. Armand Colin, Paris 2014.
- mit Marc Hersant: Saint-Simon ou le sens de l’intrigue. Classiques Garnier, Paris 2014.
- mit Claude Habib: Les Confessions: se dire, tout dire. Classiques Garnier, Paris 2015.
- Goethe et la France. La Baconnière, Genf 2016.
- mit Paola Allegretti: La bibliothèque de Dante. Le poète au miroir de la tradition. MétisPresses, Genf 2023.

### Edition
- Denis Diderot: Le Neveu de Rameau = Rameaus Neffe = Satire seconde. Diderot, Goethe, De Saur et Saint-Geniès. Hrsg. von Jacques Berchtold und Michel Delon. Fayard, Paris 2017.
- Jean-Jacques Rousseau: Discours sur les sciences et les arts. Le Livre de poche, Paris 2004.